# ماتریس وندرموند
ماتریس وندرموند (به انگلیسی: Vandermonde matrix) در جبر خطی به ماتریس‌هایی گویند که دارای یک تصاعد هندسی در هر سطر به صورت زیر هست :
{\displaystyle V={\begin{bmatrix}1&\alpha _{1}&\alpha _{1}^{2}&\dots &\alpha _{1}^{n-1}\\1&\alpha _{2}&\alpha _{2}^{2}&\dots &\alpha _{2}^{n-1}\\1&\alpha _{3}&\alpha _{3}^{2}&\dots &\alpha _{3}^{n-1}\\\vdots &\vdots &\vdots &\ddots &\vdots \\1&\alpha _{m}&\alpha _{m}^{2}&\dots &\alpha _{m}^{n-1}\end{bmatrix}}}
یا می‌توان گفت : {\displaystyle V_{i,j}=\alpha _{i}^{j-1}\,}
برای یک ماتریس مربع داریم : {\displaystyle \det(V)=\prod _{1\leq i<j\leq n}(\alpha _{j}-\alpha _{i}).}

## دلیل نام‌گذاری
این ماتریس به نام یابنده آن الکساندر تئوفیل وندرموند (به انگلیسی: Alexandre-Théophile Vandermonde) نام گذاری گشته است .

## ویژگی
دترمینان ماتریس مربع بنا به فرمول لایب‌نیتز : {\displaystyle \det(V)=\sum _{\sigma \in S_{n}}\operatorname {sgn}(\sigma )\prod _{i=1}^{n}\alpha _{i}^{\sigma (i)-1},}
که Sn یک جایگشت از {\displaystyle \{1,\ldots ,n\}} و {\displaystyle \operatorname {sgn}(\sigma )} توازن یک جایگشت σ هست. که اثبات می‌گردد برابر است با :
{\displaystyle \sum _{\sigma \in S_{n}}\operatorname {sgn}(\sigma )\prod _{i=1}^{n}\alpha _{i}^{\sigma (i)-1}=\prod _{1\leq i<j\leq n}(\alpha _{j}-\alpha _{i})}

## کاربرد
این ماتریس در زمینه‌های زیر کاربرد دارد :
- ماتریس وندرموند یک چند جمله‌ای را در یک مجموعه‌ای از نقاط ارزیابی می‌کند.این ماتریس ضرایب یک چند جمله‌ای

{\displaystyle a_{0}+a_{1}x+a_{2}x^{2}+\cdots +a_{n-1}x^{n-1}} را به مقدارهایی که چندجمله‌ای در نقطه {\displaystyle \alpha _{i}.} اتفاق بیفتد تبدیل می‌کند. برای نقاط متمایز ، تبدیل از ضرایب به مقدارها تناظر یک به یک هست و به همین ترتیب مشکل درون یابی چند جمله‌ای قابل حل است.
- در چند فرم از تصحیح خطای رید-سالامون
- برای تبدیل گسسته فوریه
- در فرمول فروبونیوس